# Claude Roussel (imprimeur)
Pour les articles homonymes, voir Claude Roussel et Roussel.
Claude Roussel, né vers 1655, mort vraisemblablement avant le 20 décembre 1735, est un imprimeur et graveur de musique français.

## Biographie

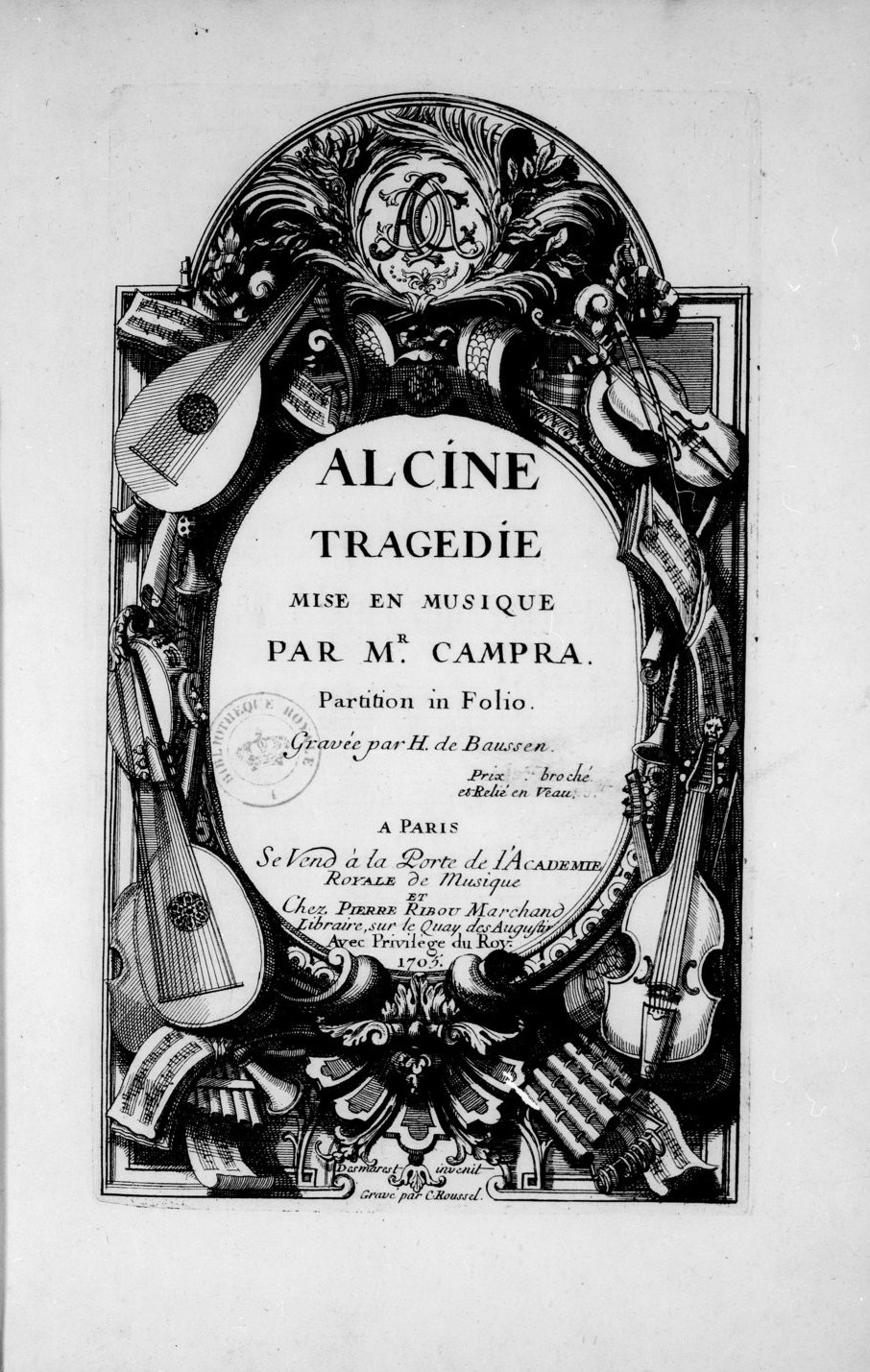
Page de titre d’Alcine d'André Campra, gravée par Claude Roussel, 1705.

Claude Roussel naît vers 1655, d'origine Champenoise, son père étant un marchand de Bourbonne-les-Bains (Haute-Marne).
Il est actif de 1682 à 1725 en tant qu'imprimeur, graveur de musique et occasionnellement marchand de musique. Avant de se spécialiser dans la gravure musicale, il commence en tant que graveur en cartographie, laissant entre 1685 et 1695 de nombreux plans de Paris signés de sa main ; son enseigne se trouve rue Saint-Jacques au Lion d'argent, à Paris. 
Le premier ouvrage connu est publié en 1699 : Recueil de trios nouveaux. La même année, il est en procès pour contrefaçon de planche. Il se spécialise dans la musique instrumentale et publie Bourgeois, Campra, Clérambault, Charpentier, Dandrieu, Robert de Visée, etc. Avec son contemporain Henry de Baussen (spécialisé dans la musique vocale), il collabore de manière remarquable aux pages de titres, notamment de l’Alcine de Campra, publiée par Baussen en 1705,. Il a notamment été le copiste de sonates de Domenico Scarlatti, ainsi que de pièces d'autres compositeurs de musique classique, dont Haendel ; le manuscrit étant conservé à la Bibliothèque de l'Arsenal à Paris.

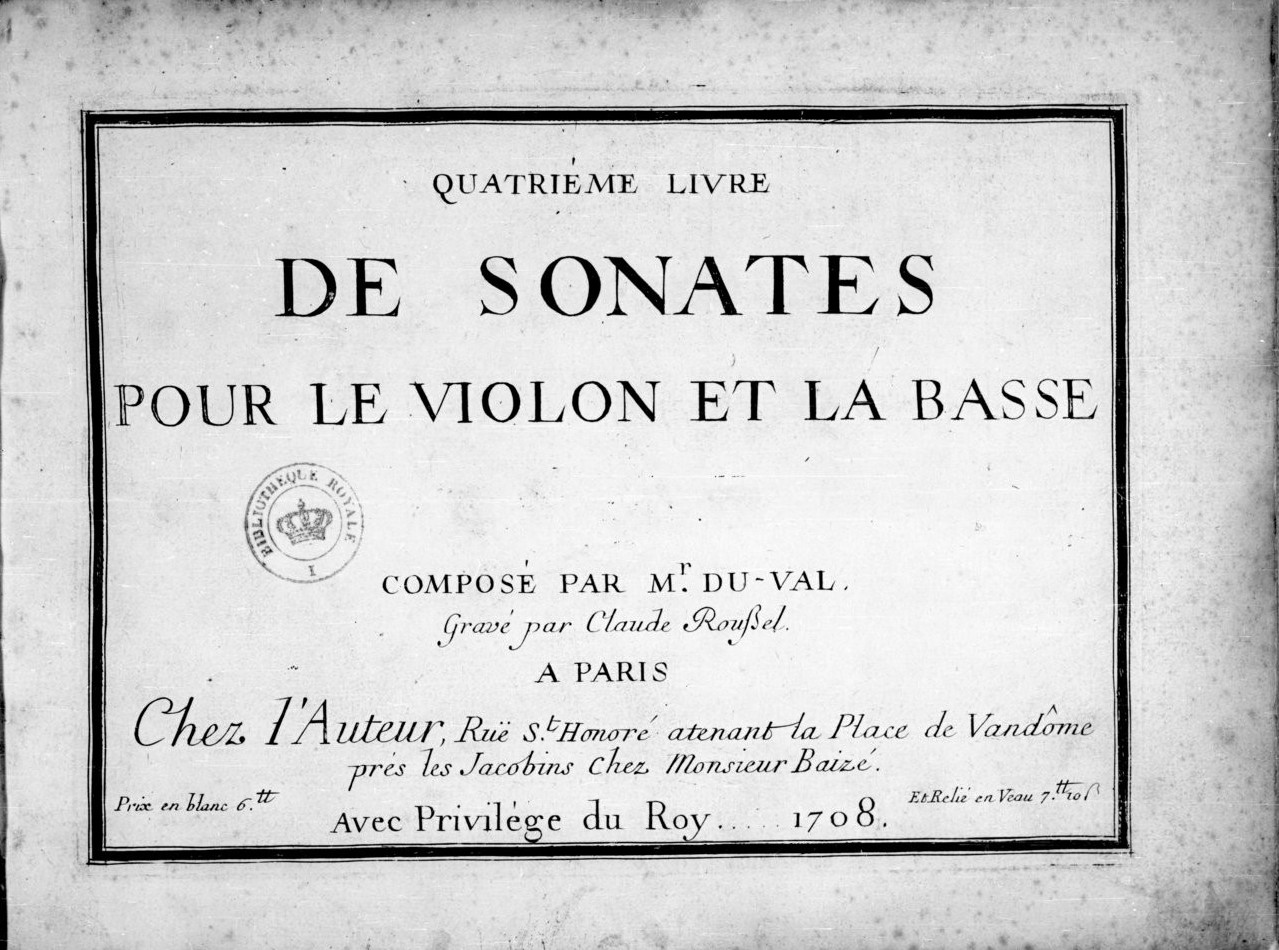
Page de titre du Quatrième Livre de sonates de Francois Duval, gravée par Claude Roussel (1708).

À son décès, avant le 20 décembre 1735, sa veuve revend son fonds à sa fille Louise Roussel, graveuse et épouse de Jean-Marie Leclair, musicien du Roi. 
Sa succession est donc assurée, en tant que copiste et éditrice, par sa fille Louise Roussel, qui à la suite de son mariage sera désignée sous son nom d'épouse Madame Leclair.